# 阿米尼鲁伊
阿米尼鲁伊（法語：Amigny-Rouy，法語發音：[amiɲi ʁwi]）是法国上法蘭西大區埃纳省的一个市镇，属于拉昂区。

## 地理
阿米尼鲁伊（49°36'36"N, 3°18'16"E）面积13.08 平方千米，位于法国上法蘭西大區埃纳省，该省份为法国北部内陆省份，北起北部省，西接索姆省和瓦兹省，东临阿登省和马恩省，西南至塞纳-马恩省，东北部与比利时接壤。
与阿米尼鲁伊接壤的市镇（或旧市镇、城区）包括：巴里西、博托尔、孔德朗、塞尔韦、桑斯尼、泰爾尼耶。

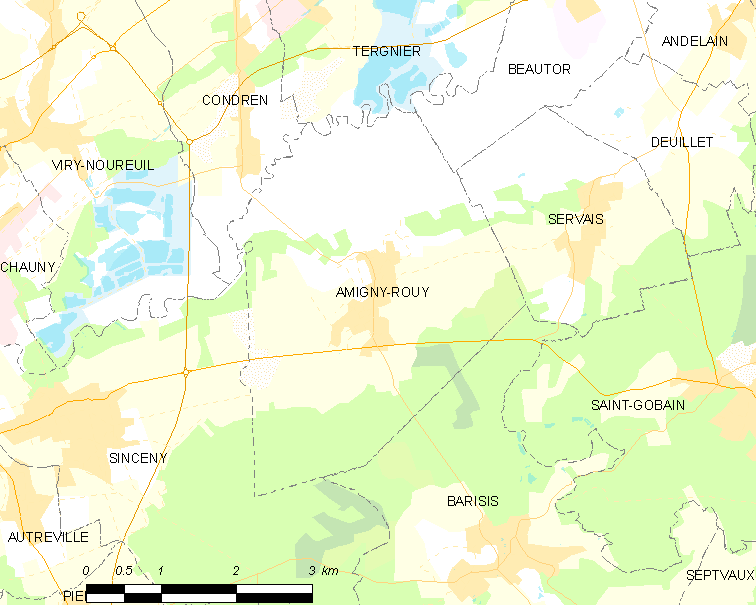
阿米尼鲁伊的OSM定位图

阿米尼鲁伊的时区为UTC+01:00、UTC+02:00（夏令时）。

## 行政
阿米尼鲁伊的邮政编码为02700，INSEE市镇编码为02014。

## 政治
阿米尼鲁伊所属的省级选区为绍尼县。

## 人口

1962-2008年间阿米尼鲁伊人口变化图示

阿米尼鲁伊于2022年1月1日时的人口数量为710人。